# Kuvichinski
Kuvichinski (del ruso: Кувичинский) es un jútor del raión de Krymsk del krai de Krasnodar, en Rusia. Está situado en los arrozales bañados por los distributarios del delta del Kubán, en la orilla derecha del embalse Varnavinskoye en su distributario el Sujói Aushedz, frente a Varnavinskoye, 22 km al norte de Krymsk y 66 km al oeste de Krasnodar. Tenía 339 habitantes en 2010
Pertenece al municipio Troitskoye.